# Värdering (sociologi)
En värdering är en grundläggande uppfattning om önskvärdheten hos ett visst tillstånd, tillvägagångssätt eller resultat. Värderingen indikerar i vilken grad något är bra eller dåligt. Värderingar tenderar att vara generella snarare än specifika, de utgör grundläggande motivationer som går utöver enskilda situationer eller handlingar. En värdering är ett relativt etiskt värde, ett basalt antagande som ett utförande kan härledas från. En social norm är en uppsättning konsistenta värderingar.
Värderingar varierar mellan olika individer och mellan kulturer. Personliga och kulturella värderingar tenderar att vara relativt konstanta över tiden[källa behövs], och främjar på så sätt kontinuitet i ett samhälle eller hos en person. De kan dock även förändras med tiden.[källa behövs]
Värderingarna utgör utvärderande föreställningar som sammanför affektiva och kognitiva element för att orientera individer i den värld de lever i. Det utvärderande elementet särskiljer värderingar från existentiella föreställningar, som snarare handlar om sant och falskt. Det kognitiva elementet särskiljer dem från motiv, som grundas i psykologiska drifter och känslor. De utvärderande kriterier som värderingarna bygger på, kommer från föreställningar om moral, estetik och måluppfyllande. Det vill säga, ett tillstånd, ett tillvägagångssätt eller slutresultat kan värderas som bra eller dåligt av moraliska, etiska eller logiska skäl.